# Legsby
Legsby – wieś i civil parish w Anglii, w hrabstwie Lincolnshire, w dystrykcie West Lindsey. Leży 22 km na północny wschód od Lincoln i 206 km na północ od Londynu.
W 2011 roku civil parish liczyła 193 mieszkańców. Legsby jest wspomniana w Domesday Book (1086) jako Lagebi. W obszar civil parish wchodzi także East Torrington.